# Jakob Paulli
Jakob Peter Mynster Paulli, född 24 mars 1844 i Köpenhamn, død 3 september 1915 i Köpenhamn. Han var präst och kunglig hovpredikant i Köpenhamn. Psalmförfattare representerad i danska Psalmebog for Kirke og Hjem. Bearbetat den danska översättningen av Martin Luthers psalm  Vor Gud han er så fast en borg, Bartholomäus Ringwaldts O Helligånd, du skat så skøn, Thomas Kingos Se, hvor nu Jesus træder och den danska psalmen Fryd dig, du Kristi brud, med okänd författare.